# جاك ليونارد مولر
جاك ليونارد مولر (بالفرنسية: Jacques Léonard Muller)‏ هو عسكري فرنسي، ولد في 11 ديسمبر 1749 في تيونفيل في فرنسا، وتوفي في 1 أكتوبر 1824 في سانتس في فرنسا.